# Kurt Reichl
Kurt Reichl (geboren 5. August 1899 in Wien, Österreich-Ungarn; gestorben im März 1956 in Graz) war ein österreichischer Freimaurer und Antifreimaurer.

## Leben
Kurt Reichl war ein Sohn des burgenländischen Heimatdichters Joseph Reichl. Reichl studierte in Wien theoretische Philosophie bei Adolph Stöhr und wurde am 12. Juli 1922 zum Dr. phil. promoviert. Er heiratete Stöhrs Tochter Rafaela und gab Schriften aus dem Nachlass seines Schwiegervaters heraus. Im Alter von 23 Jahren wurde er in die Freimaurerloge „Zukunft“ der Großloge von Wien aufgenommen und erhielt bei ihr eine bezahlte Stellung.
Reichl hatte ab 1925 mit dem Jesuitenpater Hermann Gruber, dem zu dieser Zeit versiertesten Kritiker der Freimaurerei von katholischer Seite, einen Briefwechsel. 1928 trafen sich die beiden in der Jesuiten-Kommunität Aachen mit dem Souveränen Großkommandeur des AASR Eugen Lennhoff und dem Großhistoriografen der Großloge von New York Ossian Lang zu einem inoffiziellen Gedankenaustausch. 1929 trat Reichl dem 1925 in Österreich gegründeten AASR bei und hatte dort bereits 1932/33 das Amt des General-Großexperten. 1930 erhielt er den 33. Grad des Schottischen Ritus.
Als Reichl sich in der Weltwirtschaftskrise seinen aufwendigen Lebensstil nicht mehr leisten konnte, kam es in seinem Amt zu finanziellen Unregelmäßigkeiten, und er musste am 26. Februar 1934 zurücktreten. Von nun an wurde Reichl ein Feind der Freimaurer und schrieb unter dem Pseudonym „Dr. Gregor Cardon“ denunziatorische Artikel in katholischen und nationalen Zeitungen sowie die Broschüre Sind Jesuiten Freimaurer?. Er bot seine Kenntnisse den Nationalsozialisten im Deutschen Reich an, und es kam Ende Juni 1935 zu einem Treffen von Reichl, Dr. Bolte vom SD, Karl Friedrich Has(s)elbacher vom Geheimen Staatspolizeiamt und Rechtsanwalt Schneider in Erfurt. Am 1. Juli 1935 folgte in der Erfurter Wohnung des antimasonischen Autors Friedrich Has(s)elbacher eine weitere Besprechung, an der Haselbacher und vom SD-Hauptamt, Freimaurerabteilung II 111, SS-Oberscharführer Hans Richter, SS-Scharführer Dieter Wisliceny und SS-Rottenführer Dr. Bolte teilnahmen. Reichl stellte sowohl sein Freimaurertum als auch seine Verbindung zur katholischen Kirche als rein taktisch dar. Die SD-Leute und Ulrich Fleischhauer trauten ihm allerdings nicht, und Paul Heigl warnte vor ihm. Am 25. Juli 1935 wurde Heinrich Himmler über die Treffen informiert.
Noch im Jahr 1935 publizierte Reichl unter dem Pseudonym Konrad Lerich in Fleischhauers Bodung-Verlag die Broschüre Der Tempel der Freimaurer. Reichl wurde nun in einer Wohnung in Berlin-Charlottenburg einquartiert, er erhielt ein Gehalt vom SD und er musste sich verpflichten, nicht mehr an die Öffentlichkeit zu treten, sondern sein Wissen ausschließlich dem SD-Hauptamt zur Verfügung zu stellen, für das er in der Folge eine Vielzahl von Aufsätzen über die Freimaurerei in Europa und Übersee verfasste.
Reichl konnte das Vertrauen seines Verbindungsmanns, des SS-Obersturmführers Theodor Christensen, gewinnen, so dass er 1937 einen Brief an Reinhard Heydrich schrieb, um seine Mitarbeit als Fachmann für das Thema Freimaurerei/Antimaurerei zu intensivieren. Er schlug Heydrich vor, die Leitung des Propagandaunternehmens Welt-Dienst zu übernehmen und dessen Funktionen zu reorganisieren. Er bat Heydrich außerdem um Unterstützung bei seinem Einbürgerungsantrag.
Reichls Vorschläge wurden nicht befolgt, stattdessen sollte er, da er im Besitz seines Stempels für den 33. Grad des AASR war, als „ehemaliger deutscher Logenbruder“ über ein Postfach in der Schweiz in Kontakt zu schweizerischen und amerikanischen Logen treten, um an aktuelle Publikationen und andere Informationen heranzukommen. In Paris sollte er Kontakt mit Pierre Loyer aufnehmen. Im Februar 1938 wurde im SD an die Errichtung eines mit Reichl zu besetzenden Büros in Wien gedacht, das nach dem Anschluss Österreichs systematisch die Namen von Freimaurern erfassen sollte, um diese zu überwachen und zu verfolgen. Als aber der SD die Akten der Wiener Großloge beschlagnahmte, wurde offenbar, dass Reichl über die Gründe seines Ausscheidens bei den Freimaurern 1934 gelogen hatte. Am 15. März 1938 wurde Reichl in Berlin verhaftet und in der Prinz-Albrecht-Straße inhaftiert und verhört. Mitte November 1938 schrieb Reichl zweimal an Helmut Knochen, wobei er sein Vergehen eingestand, aber gleichzeitig auf seine bisherige tadellose Arbeit verwies und sich zur nationalsozialistischen Weltanschauung bekannte. Nach elf Monaten wurde Reichl in Berlin aus der Haft entlassen und stand noch ein Jahr lang unter Polizeiaufsicht.
Nach der deutschen Besetzung Frankreichs 1940 wurde er vom SD an die Deutsche Gesandtschaft nach Paris delegiert, wo er für Kirchenpolitik zuständig war – sein Name fand häufige Erwähnung in den Tagebüchern von Kardinal Alfred Baudrillart.
Nach Kriegsende wurde Kurt Reichl Ende 1946 auf die Fahndungsliste der Polizeidirektion Wien gesetzt. Er hingegen arbeitete in der französischen Zone in Innsbruck und leitete dort eine Rednerschule der ÖVP. Als er aber 1949 nach Graz übersiedelte, wurden die Ermittlungen erneut aufgenommen. Reichl schrieb ein Rechtfertigungsschreiben, in dem er seine Gestapo-Haftzeit hervorhob, seine Kirchenarbeit als Widerstandstätigkeit einordnete und seine Zusammenarbeit mit dem Sicherheitsdienst SD verschwieg. Er konnte darauf abheben, kein Parteimitglied geworden zu sein. Er fand einige Fürsprecher, die für die Streichung von der Fahndungsliste intervenierten, darunter den Grazer Fürstbischof Pawlikowski. Reichl lebte nun unbehelligt in Graz und verfasste noch ein Lexikon über steirische Persönlichkeiten.

## Schriften
- Reflexionen. Ed. Strache, Wien 1922.
- (Hrsg.): Das Blaubuch der Weltfreimaurerei. Mitw. d. „Quatuor coronati coetus Pragensis“ v. Paul Nettl. Saturn, Wien 1933–1934.
- Konrad Lerich: Der Tempel der Freimaurer: Der 1.–33. Grad. Vom Suchenden zum Wissenden. U. Bodung-Verlag, Erfurt 1935.
- Lexikon der Persönlichkeiten und Unternehmungen. Steiermark. Leykam, Graz 1955.